# Cypern i Eurovision Song Contest
Cypern har deltaget i Eurovision Song Contest siden 1981. Landets bedste resultat er en 2. plads, som blev opnået , i 2018. I 1988 deltog Cypern ikke, da den sang, der var udvalgt, havde deltaget i den nationale udvælgelse i et tidligere år.
De fleste sange fra Cypern er sunget på græsk eller engelsk.

## Afstemning
Cypern er kendte for næsten altid at give 12 point til Grækenland. Sidst Cypern ikke gav Grækenland 12 point var i 1996. Cypern og Tyrkiet gav ikke hinanden point før Eurovision Song Contest 2003.

## Repræsentanter
Nøgle
     Vinder
     Anden plads
     Tredje plads
     Sidste plads
     Deltager valgt, men konkurrerede ikke
| År                 | Kunstner                              | Sang                                            | Sprog           | Oversættelse                  | Finale             | Point              | Semi                        | Point                       |
| ------------------ | ------------------------------------- | ----------------------------------------------- | --------------- | ----------------------------- | ------------------ | ------------------ | --------------------------- | --------------------------- |
| 1981               | Island                                | "Monika" (Μόνικα)                               | Græsk           | —                             | 6                  | 69                 | Ingen semifinaler           | Ingen semifinaler           |
| 1982               | Anna Vissi                            | "Mono I Agapi" (Μόνο η αγάπη)                   | Græsk           | Kun kærlighed                 | 5                  | 85                 | Ingen semifinaler           | Ingen semifinaler           |
| 1983               | Stavros & Constantina                 | "I Agapi Akoma Zi" (Η αγάπη ακόμα ζει )         | Græsk           | Kærligheden lever stadig      | 16                 | 26                 | Ingen semifinaler           | Ingen semifinaler           |
| 1984               | Andy Paul                             | "Anna Maria Elena" (Άννα Μαρία Έλενα)           | Græsk           | —                             | 15                 | 31                 | Ingen semifinaler           | Ingen semifinaler           |
| 1985               | Lia Vissi                             | "To Katalava Arga" (Το κατάλαβα αργά)           | Græsk           | Jeg opdagede det for sent     | 16                 | 15                 | Ingen semifinaler           | Ingen semifinaler           |
| 1986               | Elpida                                | "Tora Zo" (Τώρα ζω)                             | Græsk           | Nu lever jeg                  | 20                 | 4                  | Ingen semifinaler           | Ingen semifinaler           |
| 1987               | Alexia                                | "Aspro-Mavro" (Άσπρο-Μαυρο)                     | Græsk           | Hvid-sort                     | 7                  | 80                 | Ingen semifinaler           | Ingen semifinaler           |
| 1988               | Yiannis Dimitrou                      | "Thimamai" (Θυμάμαι)                            | Græsk           | Jeg husker                    | Diskvalificeret    | Diskvalificeret    | Ingen semifinaler           | Ingen semifinaler           |
| 1989               | Giannis Savvidakis & Phani Polymeri   | "Apopse As Vrethoume" (Απόψε ας βρεθούμε)       | Græsk           | Lad os mødes i nat            | 11                 | 51                 | Ingen semifinaler           | Ingen semifinaler           |
| 1990               | Anastazio                             | "Milas Poli" (Μιλάς πολύ)                       | Græsk           | Du snakker for meget          | 14                 | 36                 | Ingen semifinaler           | Ingen semifinaler           |
| 1991               | Elena Patroklou                       | "SOS"                                           | Græsk           | —                             | 9                  | 60                 | Ingen semifinaler           | Ingen semifinaler           |
| 1992               | Evridiki                              | "Teriazoume" (Ταιριάζουμε)                      | Græsk           | Vi er de samme                | 11                 | 57                 | Ingen semifinaler           | Ingen semifinaler           |
| 1993               | Kyriakos Zympoulakis & Dimos Van Beke | "Mi Stamatas" (Μη σταματάς)                     | Græsk           | Stop ikke                     | 19                 | 17                 | Kvalifikacija za Millstreet | Kvalifikacija za Millstreet |
| 1994               | Evridiki                              | "Ime Anthropos Ki Ego" (Είμαι άνθρωπος κι εγώ)  | Græsk           | Jeg er også et menneske       | 11                 | 51                 | Ingen semifinaler           | Ingen semifinaler           |
| 1995               | Alex Panayi                           | "Sti Fotia" (Στη φωτιά)                         | Græsk           | I ilden                       | 9                  | 79                 | Ingen semifinaler           | Ingen semifinaler           |
| 1996               | Constantinos Christoforou             | "Mono Yia Mas" (Μόνο για μας)                   | Græsk           | Kun for os                    | 9                  | 72                 | 15                          | 42                          |
| 1997               | Chara & Andreas Constantinou          | "Mana Mou" (Μάνα μου)                           | Græsk           | Fædreland                     | 5                  | 98                 | Ingen semifinaler           | Ingen semifinaler           |
| 1998               | Michalis Hatzigiannis                 | "Yenesis" (Γένεσις)                             | Græsk           | Genesis                       | 11                 | 37                 | Ingen semifinaler           | Ingen semifinaler           |
| 1999               | Marlen Angelidou                      | "Tha 'Ne Erotas" (Θα 'ναι έρωτας)               | Græsk           | Det vil være kærlighed        | 22                 | 2                  | Ingen semifinaler           | Ingen semifinaler           |
| 2000               | Alex Panayi                           | "Nomiza" (Νόμιζα)                               | Græsk,italiensk | Jeg troede                    | 21                 | 8                  | Ingen semifinaler           | Ingen semifinaler           |
| Deltog ikke i 2001 |                                       |                                                 |                 |                               |                    |                    |                             |                             |
| 2002               | One                                   | "Gimme"                                         | Engelsk         | Giv mig                       | 6                  | 85                 | Ingen semifinaler           | Ingen semifinaler           |
| 2003               | Stelios Konstantas                    | "Feeling Alive"                                 | Engelsk         | Føler mig levende             | 20                 | 15                 | Ingen semifinaler           | Ingen semifinaler           |
| 2004               | Lisa Andreas                          | "Stronger Every Minute"                         | Engelsk         | Stærkere hvert minut          | 5                  | 170                | 5                           | 149                         |
| 2005               | Constantinos Christoforou             | "Ela Ela" (Ελα Ελα)                             | Engelsk         | —                             | 18                 | 46                 | Top 10 året før             | Top 10 året før             |
| 2006               | Annette Artani                        | "Why Angels Cry"                                | Engelsk         | Hvorfor engle græder          | Ikke kvalificeret  | Ikke kvalificeret  | 15                          | 57                          |
| 2007               | Evridiki                              | "Comme Ci, Comme Ça"                            | Fransk          | Som dit, som dat              | Ikke kvalificeret  | Ikke kvalificeret  | 15                          | 65                          |
| 2008               | Evdokia Kadi                          | "Femme Fatale"                                  | Græsk           | Fatal kvinde                  | Ikke kvalificeret  | Ikke kvalificeret  | 15                          | 36                          |
| 2009               | Christina Metaxa                      | "Firefly"                                       | Engelsk         | Ildflue                       | Ikke kvalificeret  | Ikke kvalificeret  | 14                          | 32                          |
| 2010               | Jon Lilygreen & The Islanders         | "Life Looks Better in Spring"                   | Engelsk         | Livet er bedst om foråret     | 21                 | 27                 | 10                          | 67                          |
| 2011               | Christos Mylordos                     | "San Aggelos S'agapisa" (Σαν άγγελος σ'αγάπησα) | Græsk           | Jeg elsker dig som en engel   | Ikke kvalificeret  | Ikke kvalificeret  | 18                          | 16                          |
| 2012               | Ivi Adamou                            | "La La Love"                                    | Engelsk         | La la kærlighed               | 16                 | 65                 | 7                           | 91                          |
| 2013               | Despina Olympiou                      | "An Me Thimasai" (Aν με θυμάσαι)                | Græsk           | Hvis du husker mig            | Ikke kvalificeret  | Ikke kvalificeret  | 15                          | 11                          |
| Deltog ikke i 2014 |                                       |                                                 |                 |                               |                    |                    |                             |                             |
| 2015               | John Karayiannis                      | "One Thing I Should Have Done"                  | Engelsk         | En ting jeg skulle have gjort | 22                 | 11                 | 6                           | 87                          |
| 2016               | Minus One                             | "Alter Ego"                                     | Engelsk         | —                             | 21                 | 96                 | 8                           | 164                         |
| 2017               | Hovig                                 | "Gravity"                                       | Engelsk         | Tyngdekraft                   | 21                 | 68                 | 5                           | 164                         |
| 2018               | Eleni Foureira                        | "Fuego"                                         | Engelsk         | Brand                         | 2                  | 436                | 2                           | 262                         |
| 2019               | Tamta                                 | "Replay"                                        | Engelsk         | Gentagelse                    | 13                 | 109                | 9                           | 149                         |
| 2020               | Sandro Nicolas                        | "Running"                                       | Engelsk         | Løber                         | Konkurrence aflyst | Konkurrence aflyst | Konkurrence aflyst          | Konkurrence aflyst          |
| 2021               | Elena Tsagrinou                       | "El Diablo"                                     | Engelsk         | Djævlen                       | 16                 | 94                 | 6                           | 170                         |
| 2022               | Andromache                            | "Ela" (Έλα)                                     | Engelsk, græsk  | Kom                           | Ikke kvalificeret  | Ikke kvalificeret  | 12                          | 63                          |
| 2023               | Andrew Lambrou                        | "Break a Broken Heart"                          | Engelsk         | Knus et knust hjerte          | 12                 | 126                | 7                           | 94                          |
| 2024               | Silia Kapsis                          | "Liar"                                          | Engelsk         | Løgner                        | 15                 | 78                 | 6                           | 67                          |
| 2025               | Theo Evan                             | "Shh"                                           | Engelsk         | —                             | Ikke kvalificeret  | Ikke kvalificeret  | 11                          | 44                          |

## Pointstatistik (1981-2025)

### Flest point til og fra - top 5
NB: Kun point givet i finalerne er talt med.
| Cypern har givet flest point til | Cypern har givet flest point til | Cypern har givet flest point til |
| Placering                        | Land                             | Point                            |
| -------------------------------- | -------------------------------- | -------------------------------- |
| 1                                | Grækenland                       | 437                              |
| 2                                | Italien                          | 163                              |
| 3                                | Frankrig                         | 150                              |
| 4                                | Sverige                          | 149                              |
| 5                                | Spanien                          | 143                              |

| Cypern har modtaget flest point fra | Cypern har modtaget flest point fra | Cypern har modtaget flest point fra |
| Placering                           | Land                                | Point                               |
| ----------------------------------- | ----------------------------------- | ----------------------------------- |
| 1                                   | Grækenland                          | 369                                 |
| 2                                   | Malta                               | 105                                 |
| 3                                   | Storbritannien                      | 90                                  |
| 4                                   | Spanien                             | 78                                  |
| 5                                   | Sverige                             | 72                                  |

### 12 point til og fra
NB: Kun 12 point givet i finalerne siden er talt med.
| Cypern har modtaget 12 point fra | Cypern har modtaget 12 point fra                          | Cypern har modtaget 12 point fra |
| År                               | Jury                                                      | Televoting                       |
| -------------------------------- | --------------------------------------------------------- | -------------------------------- |
| 1981                             | Grækenland                                                | Ingen separat televoting         |
| 1982                             | Holland, Norge                                            | Ingen separat televoting         |
| 1984                             | Jugoslavien                                               | Ingen separat televoting         |
| 1987                             | Grækenland                                                | Ingen separat televoting         |
| 1989                             | Island                                                    | Ingen separat televoting         |
| 1991                             | Frankrig, Grækenland, Malta                               | Ingen separat televoting         |
| 1994                             | Grækenland                                                | Ingen separat televoting         |
| 1995                             | Ungarn                                                    | Ingen separat televoting         |
| 1996                             | Grækenland, Storbritannien                                | Ingen separat televoting         |
| 1997                             | Grækenland, Island                                        | Ingen separat televoting         |
| 1998                             | Grækenland                                                | Ingen separat televoting         |
| 2002                             | Grækenland, Malta                                         | Ingen separat televoting         |
| 2003                             | Grækenland                                                | Ingen separat televoting         |
| 2004                             | Grækenland                                                | Ingen separat televoting         |
| 2005                             | Grækenland, Malta                                         | Ingen separat televoting         |
| 2010                             | Grækenland                                                | Ingen separat televoting         |
| 2012                             | Grækenland, Sverige                                       | Ingen separat televoting         |
| 2016                             | Modtog ikke 12 point                                      | Grækenland                       |
| 2017                             | Grækenland                                                | Armenien, Grækenland             |
| 2018                             | Grækenland, Hviderusland, Irland, Malta, Spanien, Sverige | Armenien, Bulgarien, Grækenland  |
| 2019                             | Grækenland                                                | Georgien, Grækenland             |
| 2021                             | Grækenland                                                | Grækenland, Rusland              |
| 2023                             | Modtog ikke 12 point                                      | Grækenland                       |
| 2024                             | Modtog ikke 12 point                                      | Grækenland                       |

| Cypern har givet 12 point til | Cypern har givet 12 point til | Cypern har givet 12 point til |
| År                            | Jury                          | Televoting                    |
| ----------------------------- | ----------------------------- | ----------------------------- |
| 1981                          | Irland                        | Ingen separat televoting      |
| 1982                          | Tyskland                      | Ingen separat televoting      |
| 1983                          | Grækenland                    | Ingen separat televoting      |
| 1984                          | Sverige                       | Ingen separat televoting      |
| 1985                          | Tyskland                      | Ingen separat televoting      |
| 1986                          | Jugoslavien                   | Ingen separat televoting      |
| 1987                          | Grækenland                    | Ingen separat televoting      |
| 1989                          | Grækenland                    | Ingen separat televoting      |
| 1990                          | Italien                       | Ingen separat televoting      |
| 1991                          | Spanien                       | Ingen separat televoting      |
| 1992                          | Grækenland                    | Ingen separat televoting      |
| 1993                          | Grækenland                    | Ingen separat televoting      |
| 1994                          | Grækenland                    | Ingen separat televoting      |
| 1995                          | Grækenland                    | Ingen separat televoting      |
| 1996                          | Portugal                      | Ingen separat televoting      |
| 1997                          | Grækenland                    | Ingen separat televoting      |
| 1998                          | Grækenland                    | Ingen separat televoting      |
| 1999                          | Island                        | Ingen separat televoting      |
| 2000                          | Rusland                       | Ingen separat televoting      |
| 2002                          | Grækenland                    | Ingen separat televoting      |
| 2003                          | Grækenland                    | Ingen separat televoting      |
| 2004                          | Grækenland                    | Ingen separat televoting      |
| 2005                          | Grækenland                    | Ingen separat televoting      |
| 2006                          | Grækenland                    | Ingen separat televoting      |
| 2007                          | Grækenland                    | Ingen separat televoting      |
| 2008                          | Grækenland                    | Ingen separat televoting      |
| 2009                          | Grækenland                    | Ingen separat televoting      |
| 2010                          | Grækenland                    | Ingen separat televoting      |
| 2011                          | Grækenland                    | Ingen separat televoting      |
| 2012                          | Grækenland                    | Ingen separat televoting      |
| 2013                          | Grækenland                    | Ingen separat televoting      |
| 2015                          | Italien                       | Ingen separat televoting      |
| 2016                          | Rusland                       | Bulgarien                     |
| 2017                          | Grækenland                    | Grækenland                    |
| 2018                          | Sverige                       | Bulgarien                     |
| 2019                          | Grækenland                    | Grækenland                    |
| 2021                          | Grækenland                    | Grækenland                    |
| 2022                          | Grækenland                    | Ukraine                       |
| 2023                          | Sverige                       | Israel                        |
| 2024                          | Kroatien                      | Grækenland                    |
| 2025                          | Grækenland                    | Grækenland                    |

### Flest point til og fra - alle lande
NB: Kun point givet i finalerne er talt med.
| Cypern har givet point til | Cypern har givet point til | Cypern har givet point til |
| Placering                  | Land                       | Point                      |
| -------------------------- | -------------------------- | -------------------------- |
| 1                          | Grækenland                 | 437                        |
| 2                          | Italien                    | 163                        |
| 3                          | Frankrig                   | 150                        |
| 4                          | Sverige                    | 149                        |
| 5                          | Spanien                    | 143                        |
| 6                          | Rusland                    | 129                        |
| 7                          | Israel                     | 128                        |
| 8                          | Ukraine                    | 106                        |
| 9                          | Storbritannien             | 93                         |
| 10                         | Irland                     | 88                         |
| 11                         | Norge                      | 81                         |
| 12                         | Schweiz                    | 80                         |
| 13                         | Malta                      | 70                         |
| 14                         | Armenien                   | 68                         |
| 15                         | Østrig                     | 66                         |
| 16                         | Bulgarien                  | 63                         |
| 17                         | Aserbajdsjan               | 61                         |
| =                          | Rumænien                   | 61                         |
| 19                         | Jugoslavien                | 59                         |
| 20                         | Belgien                    | 56                         |
| 21                         | Tyskland                   | 55                         |
| 22                         | Danmark                    | 49                         |
| 23                         | Holland                    | 42                         |
| =                          | Kroatien                   | 42                         |
| 25                         | Australien                 | 41                         |
| 26                         | Finland                    | 40                         |
| 27                         | Luxembourg                 | 36                         |
| 28                         | Serbien                    | 32                         |
| 29                         | Island                     | 29                         |
| 30                         | Litauen                    | 25                         |
| =                          | Portugal                   | 25                         |
| 32                         | Estland                    | 24                         |
| 33                         | Moldova                    | 21                         |
| 34                         | Serbien og Montenegro      | 20                         |
| 35                         | Ungarn                     | 19                         |
| 36                         | Albanien                   | 16                         |
| 37                         | Polen                      | 14                         |
| =                          | Tjekkiet                   | 14                         |
| 39                         | Georgien                   | 13                         |
| 40                         | Tyrkiet                    | 12                         |
| 41                         | Slovenien                  | 11                         |
| 42                         | Letland                    | 9                          |
| 43                         | Hviderusland               | 6                          |
| 44                         | Nordmakedonien             | 5                          |
| 45                         | Bosnien-Hercegovina        | 2                          |
| 46                         | San Marino                 | 1                          |
| 47                         | Andorra                    | 0                          |
| =                          | Marokko                    | 0                          |
| =                          | Monaco                     | 0                          |
| =                          | Montenegro                 | 0                          |
| =                          | Slovakiet                  | 0                          |

| Cypern har modtaget point fra | Cypern har modtaget point fra | Cypern har modtaget point fra |
| Placering                     | Land                          | Point                         |
| ----------------------------- | ----------------------------- | ----------------------------- |
| 1                             | Grækenland                    | 369                           |
| 2                             | Malta                         | 105                           |
| 3                             | Storbritannien                | 90                            |
| 4                             | Spanien                       | 78                            |
| 5                             | Sverige                       | 72                            |
| 6                             | Armenien                      | 69                            |
| =                             | Finland                       | 69                            |
| 8                             | Norge                         | 67                            |
| 9                             | Danmark                       | 66                            |
| 10                            | Albanien                      | 65                            |
| =                             | Irland                        | 65                            |
| =                             | Rusland                       | 65                            |
| 13                            | Holland                       | 60                            |
| 14                            | Island                        | 59                            |
| 15                            | Israel                        | 55                            |
| 16                            | Belgien                       | 54                            |
| 17                            | Jugoslavien                   | 52                            |
| 18                            | Kroatien                      | 48                            |
| =                             | Schweiz                       | 48                            |
| 20                            | Tyskland                      | 47                            |
| 21                            | San Marino                    | 44                            |
| 22                            | Portugal                      | 41                            |
| 23                            | Bulgarien                     | 39                            |
| =                             | Frankrig                      | 39                            |
| 25                            | Georgien                      | 37                            |
| =                             | Italien                       | 37                            |
| =                             | Rumænien                      | 37                            |
| 28                            | Aserbajdsjan                  | 33                            |
| =                             | Australien                    | 33                            |
| =                             | Polen                         | 33                            |
| =                             | Slovenien                     | 33                            |
| 32                            | Estland                       | 31                            |
| =                             | Hviderusland                  | 31                            |
| =                             | Nordmakedonien                | 31                            |
| 35                            | Ungarn                        | 27                            |
| 36                            | Moldova                       | 23                            |
| =                             | Serbien                       | 23                            |
| 38                            | Letland                       | 19                            |
| 39                            | Litauen                       | 18                            |
| =                             | Østrig                        | 18                            |
| 41                            | Slovakiet                     | 17                            |
| 42                            | Luxembourg                    | 15                            |
| 43                            | Montenegro                    | 12                            |
| =                             | Ukraine                       | 8                             |
| 45                            | Andorra                       | 4                             |
| 46                            | Serbien og Montenegro         | 3                             |
| 47                            | Monaco                        | 2                             |
| 48                            | Tyrkiet                       | 1                             |
| 49                            | Bosnien-Hercegovina           | 0                             |
| =                             | Marokko                       | 0                             |
| =                             | Tjekkiet                      | 0                             |

## Kommentatorer og jurytalsmænd
| År   | Kommentator                                  | Jurytalsmand              |
| ---- | -------------------------------------------- | ------------------------- |
| 1981 | Fryni Papadopoulou                           | Anna Partelidou           |
| 1982 | Fryni Papadopoulou                           | Anna Partelidou           |
| 1983 | Fryni Papadopoulou                           | Anna Partelidou           |
| 1984 | Pavlos Pavlou                                | Anna Partelidou           |
| 1985 | Themis Themistokleous                        | Anna Partelidou           |
| 1986 | Neophytos Taliotis                           | Anna Partelidou           |
| 1987 | Fryni Papadopoulou                           | Anna Partelidou           |
| 1988 | Ingen udsendelse                             | Deltog ikke               |
| 1989 | Neophytos Taliotis                           | Anna Partelidou           |
| 1990 | Neophytos Taliotis                           | Anna Partelidou           |
| 1991 | Evi Papamichail                              | Anna Partelidou           |
| 1992 | Evi Papamichail                              | Anna Partelidou           |
| 1993 | Evi Papamichail                              | Anna Partelidou           |
| 1994 | Evi Papamichail                              | Anna Partelidou           |
| 1995 | Evi Papamichail                              | Andreas Iakovidis         |
| 1996 | Evi Papamichail                              | Marios Skordis            |
| 1997 | Evi Papamichail                              | Marios Skordis            |
| 1998 | Evi Papamichail                              | Marina Maleni             |
| 1999 | Evi Papamichail                              | Marina Maleni             |
| 2000 | Evi Papamichail                              | Loukas Hamatsos           |
| 2001 | Evi Papamichail                              | Deltog ikke               |
| 2002 | Evi Papamichail                              | Melani Steliou            |
| 2003 | Evi Papamichail                              | Loukas Hamatsos           |
| 2004 | Evi Papamichail                              | Loukas Hamatsos           |
| 2005 | Evi Papamichail                              | Melani Steliou            |
| 2006 | Evi Papamichail                              | Constantinos Christoforou |
| 2007 | Vaso Komninou                                | Giannis Haralambous       |
| 2008 | Melina Karageorgiou                          | Hristina Marouhou         |
| 2009 | Melina Karageorgiou                          | Sophia Paraskeva          |
| 2010 | Melina Karageorgiou                          | Christina Metaxa          |
| 2011 | Melina Karageorgiou                          | Loukas Hamatsos           |
| 2012 | Melina Karageorgiou                          | Loukas Hamatsos           |
| 2013 | Melina Karageorgiou                          | Loukas Hamatsos           |
| 2014 | Melina Karageorgiou                          | Deltog ikke               |
| 2015 | Melina Karageorgiou                          | Loukas Hamatsos           |
| 2016 | Melina Karageorgiou                          | Loukas Hamatsos           |
| 2017 | Tasos Tryfonos & Christina Artemiou          | John Karayiannis          |
| 2018 | Costas Constantinou & Vaso Komninou          | Hovig                     |
| 2019 | Evridiki & Tasos Trifonos                    | Hovig                     |
| 2021 | Louis Patsalides                             | Loukas Hamatsos           |
| 2022 | Melina Karageorgiou & Alexandros Taramountas | Loukas Hamatsos           |
| 2023 | Melina Karageorgiou & Alexandros Taramountas | Loukas Hamatsos           |
| 2024 | Melina Karageorgiou & Hovig                  | Loukas Hamatsos           |
| 2025 | Melina Karageorgiou & Alexandros Taramountas | Loukas Hamatsos           |

## Galleri
- Evridiki i Helsinki (2007)
- Evdokia Kadi i Beograd (2008)
- Theo Evan i Basel (2025)